# Caloptilia xystophanes
Caloptilia xystophanes là một loài bướm đêm thuộc họ Gracillariidae. Nó được tìm thấy ở Queensland.